# Dél-amerikai róka
A dél-amerikai róka (Lycalopex sechurae) Peru és Ecuador csendes-óceáni partvidékén élő kutyaféle ragadozó.

## Megjelenése
A kutyafélék között kis termetűnek számít; súlya 2,6-4.2 kg, testhossza 50–78 cm, amihez még a farok 27–34 cm-nyi hossza járul. Szőre szinte az egész testén szürke "agutiszínű", a fedő- és aljszőrök színe eltér. Állán, nyakán és hasán fehér vagy krémszínű, fülei, lábai és a szemek körül vörösbarna. Orra sötétszürke, világos mellkasán sötét sáv fut keresztbe. Farka vége fekete. Fogai viszonylag kicsik, alkalmazkodva a főleg rovarokból és növényekből álló étrendjéhez. 

## Elterjedése
Először a perui tengerparton elterülő Sechura-sivatagból írták le, innen kapta latin nevét is. A róka Ecuador délnyugati és Peru nyugati részén elhelyezkedő száraz élőhelyek lakója a tengerparttól egészen legalább 1000 méter magasságig. Ezen a régión belül az Andok előhegyeiben, félsivatagos erdőkben és a tengerparton egyaránt megfigyelték. Alfajai nem ismertek. A mai elterjedési területén megtalálták kései pleisztocénből származó fosszíliáit is. A genetikai vizsgálatok alapján legközelebbi rokona a Chilében élő Darwin-pamparóka. 

## Életmódja
A dél-amerikai róka éjszaka aktív, a nappalokat földbe vájt kotorékban tölti. Többnyire egyedül jár élelem után, de megfigyeltek már párokat is. A kölykök októberben és novemberben születnek, de szaporodásáról több információ nem áll rendelkezésre.
Mindenevőnek tekinthető, mert bár elsősorban a kisemlősöket, rovarokat, tojásokat vagy a dögöt preferálja, növényi táplálékot is fogyaszt, megeszi a Prosopis juliflora bokor magházát vagy a Cordia gyümölcseit. Szükség esetén csak növényeket fogyasztva is képes túlélni az ínséges időszakokat. A sivatagi állatokhoz hasonlóan feltehetően képes hosszú ideig meglenni vízivás nélkül, élelméből szerezve meg a szükséges vízmennyiséget. 

## Környezetvédelmi helyzete
A dél-amerikai rókát élőhelyének elvesztése fenyegeti, elsősorban Ecuadorban. Ezenkívül, mivel időnként megöl egy-két háziszárnyast, a helybeliek vadásszák. A perui sámánok az ülő helyzetben kitömött rókát mágikus szertartások kellékeként használják, illetve zsírjával gyomorpanaszokat kezelnek.
A faj létszámát 15 000-re becslik, a közeljövőben ez feltehetően 10%-kal esni fog életterének csökkenése miatt. Ecuadorban kevéssé veszélyeztetett kategóriába van sorolva, Peruban engedéllyel vadászható. 

## Fordítás
- Ez a szócikk részben vagy egészben  a   Sechuran fox című angol Wikipédia-szócikk ezen változatának fordításán alapul.  Az eredeti cikk szerkesztőit annak laptörténete sorolja fel. Ez a jelzés csupán a megfogalmazás eredetét és a szerzői jogokat jelzi, nem szolgál a cikkben szereplő információk forrásmegjelöléseként.